# Harriet Zuckerman
Harriet Anne Zuckerman (Nueva York, 19 de julio, 1937) es una socióloga americana y profesora emérita de la Universidad de Columbia. Zuckerman se especializa en sociología de ciencia. Es reconocida por su trabajo en la sociología del conocimiento, la organización social de ciencia, élites científicas, la acumulación de ventajas, el Efecto Mateo, y el fenómeno de descubrimiento múltiple.
Zuckerman fue la vicepresidenta Sénior de Andrew W. Mellon Fundación de 1991 a 2010, una de sus principales actividades fue vigilar el programa de ayuda económica, el cual la fundación creó para apoyar la investigación, bibliotecas y universidades. Ella es reconocida como una autoridad para los estudios de programas educativos, y su apoyo a las universidades dedicadas a la investigación, becas en las humanidades, programas de educación superior, bibliotecas de búsqueda, y otros centros para estudios de especialización.

## Biografía
Harriet Zuckerman recibió su grado de B.A. (Bachelor in Arts) en la  Universidad de Vassar en 1958 y su Doctorado por la Universidad de Columbia en 1965.  Estuvo en el programa de Woodrow Wilson Fellowship de 1958-1959.

## Trayectoria
Zuckerman fue profesora de Sociología en la Universidad de Barnard en la Ciudad de Nueva York de 1964-1965. Regresó en 1965 a la Universidad de Columbia como Profesora  Asistente de Sociología, y fungía como directora de proyecto en la Oficina de Investigaciones Sociales Aplicadas. Posteriormente devino profesora asociada en 1972, y Profesora de tiempo completo en 1978. Formó parte de la mesa directiva del departamento de Sociología de 1978-1982. En 1992,  se retiró de la  Universidad de Columbia deviniendo profesora emérita.
Zuckerman trabajó como presidenta de la  Sociedad para Estudios Sociales de Ciencia en el periodo de 1990-1991. En 1989, se unió a la Fundación Andrew W. Mellon Fundación como "sénior advisor" (asesora), deviniendo pasando a ser vicepresidenta sénior en 1991. y se retiró de ese puesto en mayo de 2010.

## Trabajo
La investigación de Zuckerman  se ha centrado en la organización social de la ciencia y educación.  Autora del libro Élite Científica: Premios Nobel en los Estados Unidos (1977), esta obra es reconocida como una de las guías más importantes en la discusión sobre las élites científicas, principalmente en las dos décadas posteriores a su publicación.  Como base para su investigación, Zuckerman utilizó una base de datos en la que examinó a más de 60,000 académicos, haciendo una poderosa demostración de las dinámicas dentro de la  academia americana. Los hallazgos de Zuckerman, particularmente su "idea fundamental" de "acumulación  de ventajas", cuestionaron suposiciones acerca de la creatividad, logros, eminencias, y grandeza dentro de la cultura académica.
La información empírica que Zuckerman recopiló y analizó, junto con el trabajo de Robert K. Merton y otros colegas, documentó las maneras en que las mujeres científicas son  "sistemáticamente desfavorecidas en los logros educativos, la productividad, el financiamiento, los espacios en los laboratorios y el reconocimiento". Zuckerman y otros colegas, continuaron con investigaciones acerca de los premios y recompensas de la academia; el impacto que tienen en la productividad, las colaboraciones, las autorías; y la efectividad en las intervenciones que se ejecutan para apoyar la desigualdad de las mujeres en la ciencia, o de otros miembros que se encuentran subrepresentados dentro del campo científico minorías.
La élite científica es también una fascinante introducción al fenómeno de los descubrimientos múltiples en el campo de la ciencia y tecnología.  Zuckerman, en trabajos posteriores examinó condiciones y procesos que influencian en la introducción y adopción de ideas científicas. En 1978,  introdujo el concepto de "descubrimiento científico postmaduro".

Calificar algo como postmaduro, es para esclarecer dentro de la comunidad científica que no fue hecho antes, pero contiene tres atributos. En retrospectiva, debe ser juzgado como técnicamente posible en años anteriores, utilizando métodos ya disponibles. Juzgada como comprensible, capaz de ser expresada en términos que los científicos ya utilizaban, y sus implicaciones pudieron ser apreciadas en ese tiempo. --Zuckerman & Lederberg, 1986.

El sociólogo de la ciencia Robert K. Merton posteriormente reconoció a Zuckerman como coautora de su trabajo en el Efecto Mateo, escribió  “Es ahora [1973] con retraso evidente para mí, que me basé en las entrevistas y otros materiales que Zuckerman estudió. hasta tal punto que, claramente, el trabajo tuvo que haberse publicado en una autoría conjunta.” 
Haber pasado por alto la contribución de Zuckerman es considerado un ejemplo del patrón sistemático percibido por ella, el cual ha sido nombrado como efecto Matilda por la historiadora de la ciencia Margaret Rossiter. Zuckerman se había casado con Robert K. Merton en 1993.